# Пробудження (Новгородська область)

Пробудження (рос. Пробуждение) — присілок в Старорусському районі Новгородської області Російської Федерації.
Населення становить 176 осіб. Входить до складу муніципального утворення Новосельське сільське поселення.
Розташоване на правому березі річки Порусьі, за 35 км на південь від Старої Русси. На протилежному березі річки знаходиться село Лоситіно.
Хутір Пробудження з'явився в 1924 році, з 1930 ріка входив до складу Зехінскої сільської ради і колгоспу «Лоситіно».

## Історія
Від 2004 року входить до складу муніципального утворення Новосельське сільське поселення.

## Галерея

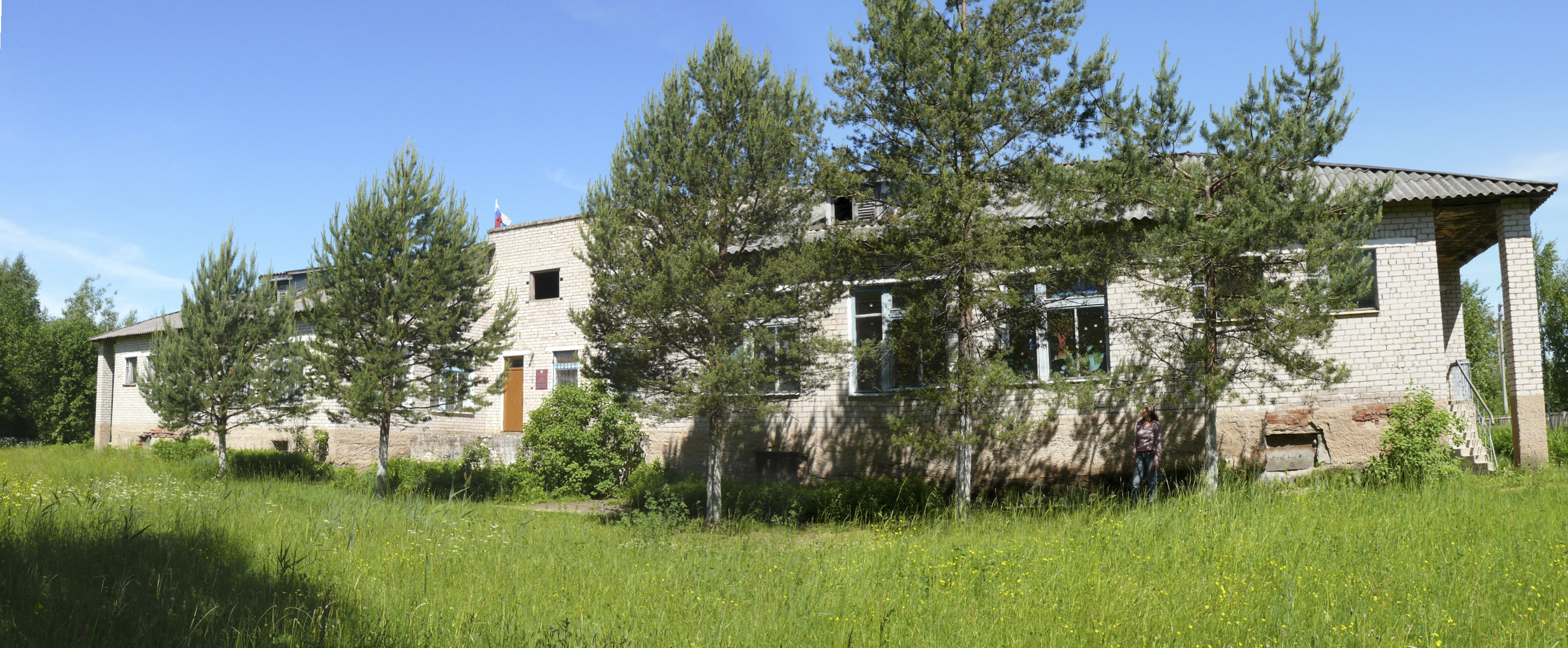
Колишня адміністрація сільської ради та дитячий садок. Найбільша будівля села

## Населення
| 2010 | 2011 |
| ---- | ---- |
| 110  | ↗176 |